# Jean-Baptiste Jacques Augustin
Pour les articles homonymes, voir Augustin.
Jean-Baptiste Jacques Augustin, né à Saint-Dié le 15 août 1759 et mort à Paris le 13 avril 1832, est un peintre et miniaturiste français.

## Biographie

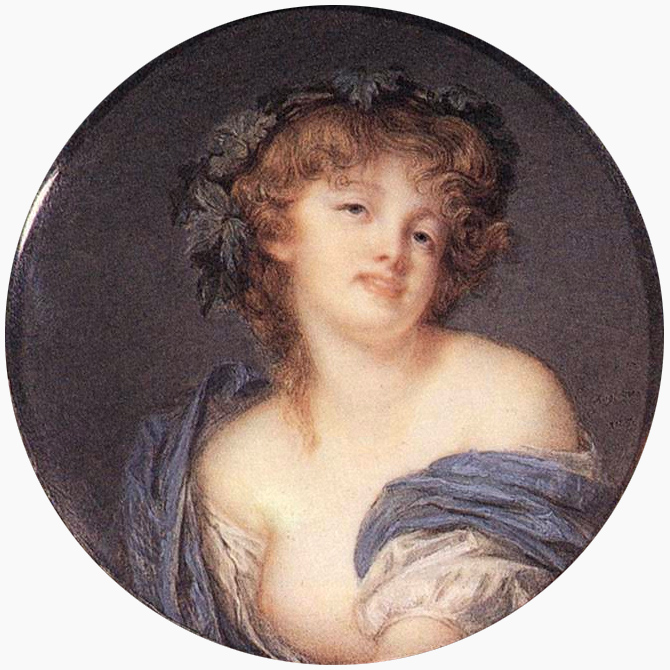
Bacchante (1799), d'après Jean-Baptiste Greuze. Miniature sur ivoire (8 cm), Londres, Wallace Collection.

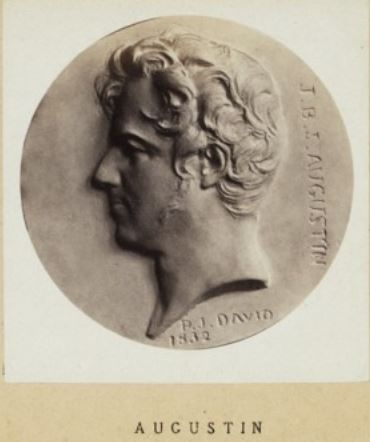
Médaillon par Pierre-Jean David d'Angers

Fils d’un maître vitrier, le jeune Augustin marque dès l’enfance des aptitudes pour le dessin. Remarqué par l’intendant de l’évêque de Saint-Dié, Chalot de Saint-Mart, il part probablement étudier à Nancy auprès de Jean-Baptiste Claudot et peut-être de Jean Girardet.
En  1780, après un séjour à Dijon chez son frère aîné Georges Nicolas Toussaint, appelé Augustin Dubourg, il s’installe à Paris. Il travaille d’abord chez Gatien Philippon puis parvient à se créer une importante clientèle dans le genre en vogue : le portrait en miniature. Le rendu des physionomies et caractère lisse de ses portraits, sur lesquels on ne distingue nullement les traits de pinceau, en font un des meilleurs spécialistes du genre. Il est aussi un maître dont l’enseignement est recherché. Il eut, entre autres, parmi ses élèves Lizinska de Mirbel, Alexandre De Latour et Fanny Charrin ainsi que Barbe Edmée Chardon, née de Vernisy (1761-1832), mère de la future Madame Ancelot.
Débutant au Salon de 1791, il peint aussi bien les nobles que les bourgeois ou les révolutionnaires. L’artiste fait fortune et épouse, le 8 juillet 1800, une de ses élèves, Pauline Ducruet, de 22 ans sa cadette, qui réalisera également des œuvres dans le style de son mari, dont un portrait d’Hortense de Beauharnais.
En 1806, Jacques Augustin est récompensé d’une médaille d’or et d’une somme de 250 francs. Sa reconnaissance survit aux changements de régimes puisqu’il devient en 1814 peintre ordinaire du cabinet du roi.
Décoré de la Légion d’honneur en 1821, il se voit cependant supplanté auprès du roi par son ancienne élève, Lizinska de Mirbel. Atteint de la goutte, soigné par son épouse, il succombe dans sa 73e année, à la deuxième pandémie de choléra. Il est inhumé au cimetière du Père-Lachaise (58e division).

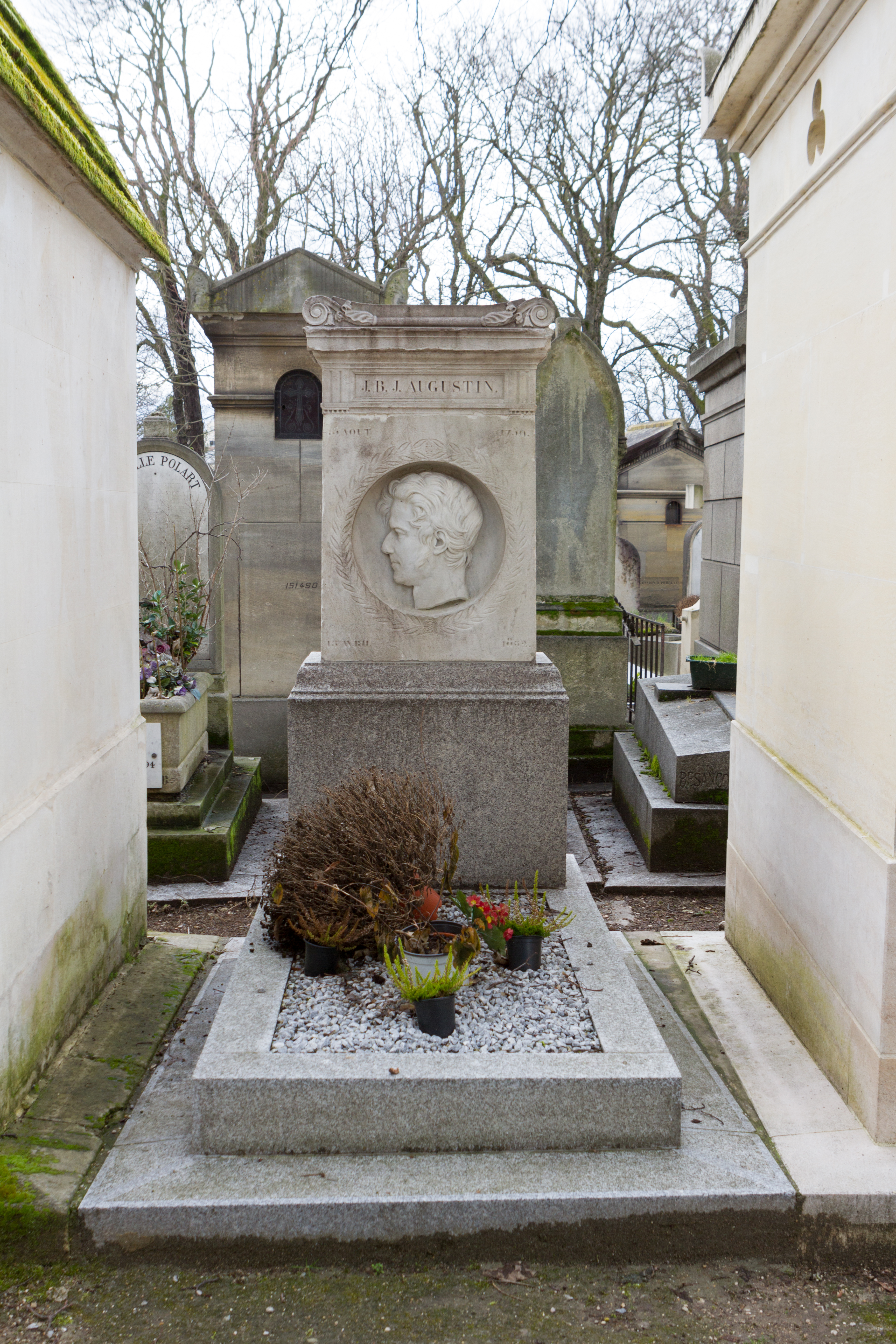
Sépulture de Jacques Augustin, Paris, cimetière du Père-Lachaise.

De nombreuses œuvres furent rachetées par sa veuve lorsqu’elles furent vendues aux enchères en 1839, soit sept ans après sa mort. À la mort de cette dernière en 1865, elles devinrent la propriété de la famille Cornut de la Fontaine de Coincy, qui en vendit un certain nombre au collectionneur américain John Pierpont Morgan, quarante ans plus tard.

## Personnalités peintes par Augustin
- Napoléon Ier et sa famille
- Louis XVIII, roi de France
- Louis-Philippe d'Orléans, duc d'Orléans (1773-1850)
- Marie-Thérèse de Bourbon, dauphine de France
- André Masséna, maréchal d'Empire (1758-1817)
- Vivant Denon, égyptologue, fondateur du musée du Louvre
- La marquise de Ségonzac
- Madame Récamier (1777-1849)
- Laurence Geneviève Vanhee, née Devinck, femme du banquier
- Portrait du sculpteur Charles Antoine Callamard (1776-1821) (1801), miniature sur ivoire, 20 × 16 cm, musée du Louvre[4]
- Louis Hector Chalot de Saint-Marc, évêque
- Charles-Ferdinand, duc de Berry (1778-1820)
- Antoine-Denis Chaudet (1763-1810), sculpteur
- Madame de Kercado
- Louis Joseph Auguste Coutan (1779-1830)
- Marie Joseph Georges Rousse, ancien président de la Chambre des notaires de Paris
- Anne de Dorat, comtesse Coiffier de Moret
- Guillaume Peyrusse (1776-1860), trésorier général de la Couronne pendant les Cent-Jours, musée des beaux-arts de Carcassonne.